# Rio Piranga
O rio Piranga é um curso de água que banha o estado de Minas Gerais, no Brasil. É o principal formador do rio Doce.

## Percurso

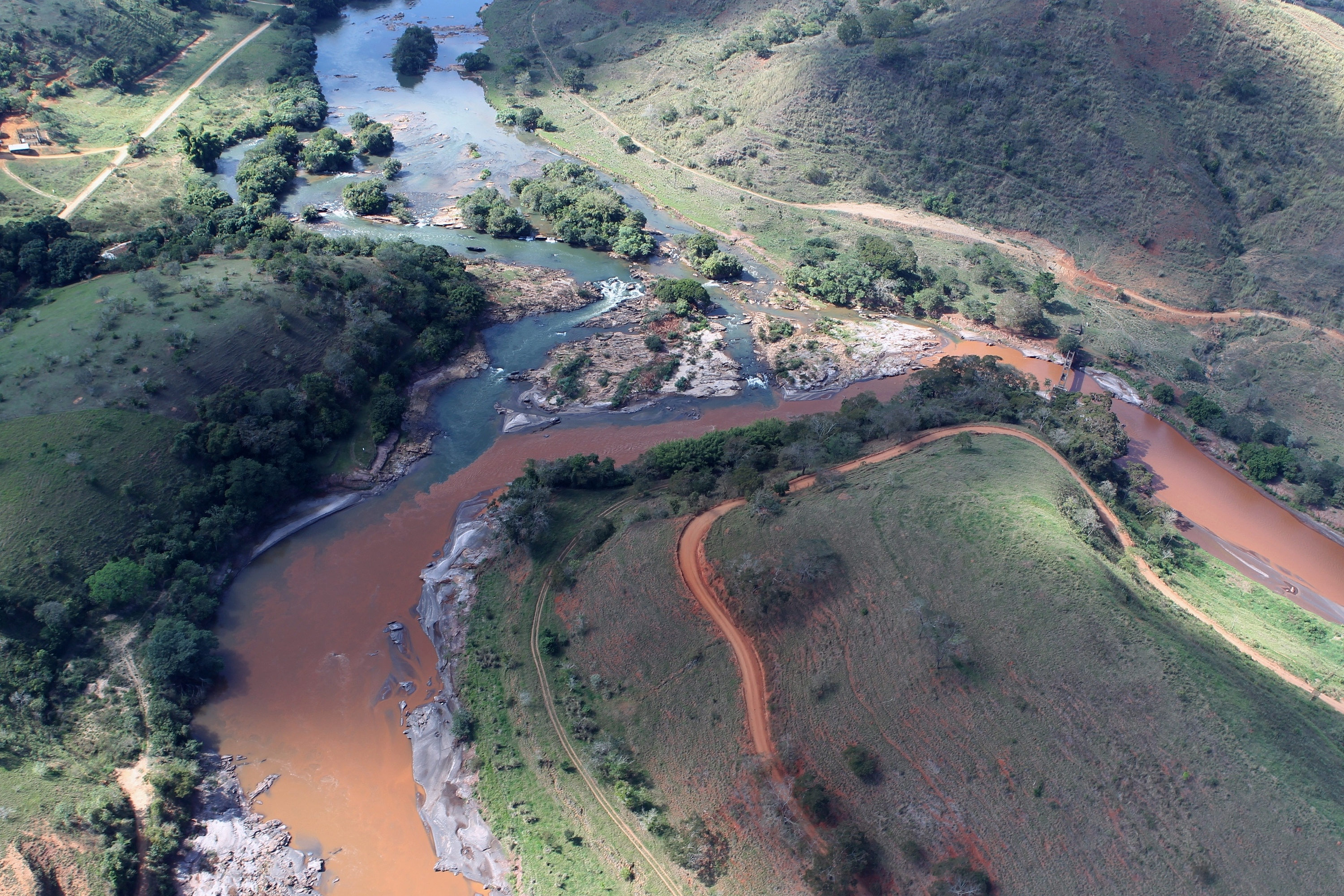
O rio Piranga se encontra com o rio do Carmo e dá origem ao rio Doce

Suas nascentes localizam-se na serra da Mantiqueira, no município de Ressaquinha, a uma altitude de aproximadamente 1 220 metros.
Em seu percurso, atravessa a zona urbana dos municípios de Piranga, Presidente Bernardes, Porto Firme, Guaraciaba e Ponte Nova. Seus principais afluentes são os rios Xopotó e Turvo Limpo.
O rio Piranga passa a se chamar rio Doce ao receber as águas do rio do Carmo, na divisa dos municípios de Ponte Nova e Rio Doce.

## Topônimo

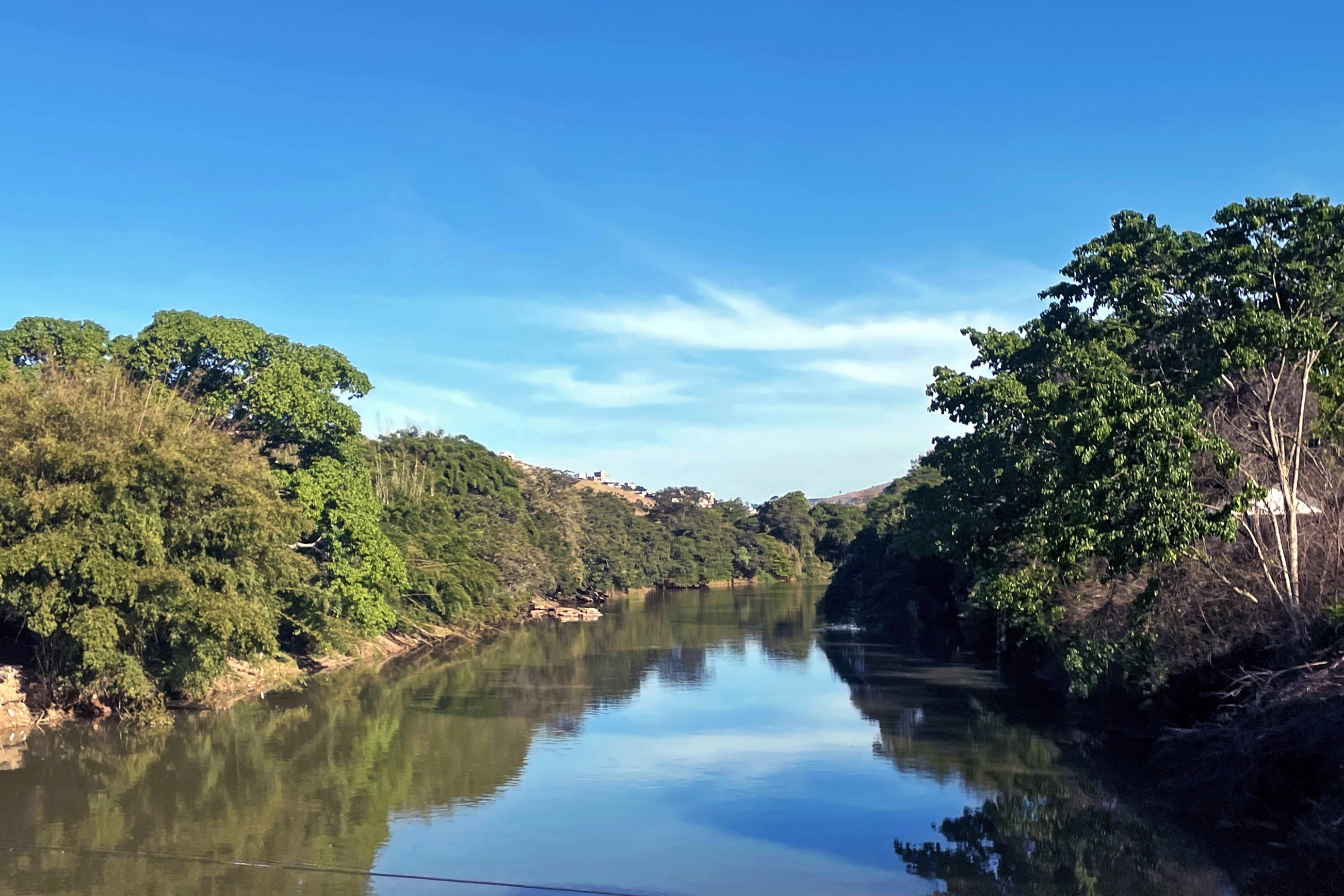
Rio Piranga visto da MG-329

O topônimo "Piranga" procede do termo tupi antigo piranga, que significa "vermelho".

## Aproveitamento hidrelétrico
As águas do rio Piranga são aproveitadas para geração de energia elétrica em duas usinas hidrelétricas: a UHE Brecha, no município de Guaraciaba, com 12 400 quilowatts de potência instalada, e a PCH Brito, com 2 900 quilowatts de potência instalada, no município de Ponte Nova.